# The Shamen

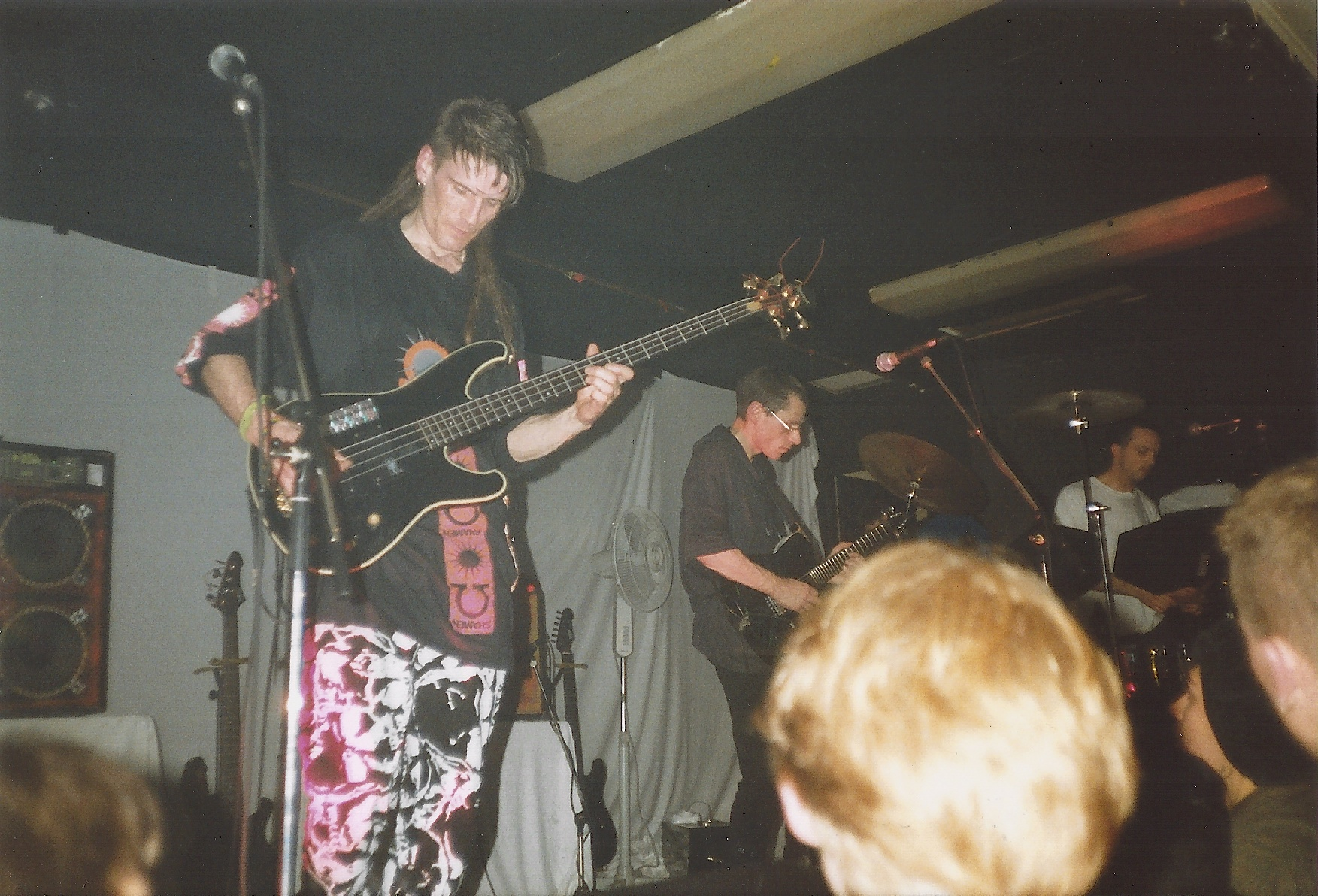
The Shamen (1990)

The Shamen was een van oorsprong Schotse band uit eind jaren tachtig en jaren negentig. De band heeft een wisselende bezetting gekend, waarbij Colin Angus de enige constante factor is geweest. The Shamen is vooral bekend vanwege de hits Move any Mountain, L.S.I. (Love, Sex, Intelligence) en Ebeneezer Goode. De band is aanvankelijk begonnen als alternatieve rockband maar vormt zich vrij snel na de start om tot een band die dance en britpop weet te combineren.

## Alternatieverockband
The Shamen werd in 1986 opgericht door Colin Angus (1961), Peter Stephenson, Keith McKenzie en Derek McKenzie. De band begon als alternatieverockband. In 1987 werd het album Drop uitgebracht. Wanneer in 1988 de acid house Groot-Brittannië bereikte, raakte Colin Angus hierdoor gegrepen en wilde hij deze muziek in de sound van de groep integreren. Onenigheid hierover leidde tot het vertrek van Derek McKenzie. Hij werd vervangen voor William Sinott (1960-1991). Niet lang daarna verlieten ook Peter en Keith de band. Het overbleven duo werkte een nieuw geluid uit en begon op te treden op raves. Hierbij bedachten ze de Synergy tour waarmee muziek van dj's en hun liveset naadloos in elkaar overliepen.

## Doorbraak
Het nieuwe geluid is te horen op het album In Gorbachev we trust. Live werd de groep dan versterkt met Gavin Knight, Richad Sharpe en Plavka Lonich. Plavka was daarbij zangeres. De echte doorbraak kwam er met het album En-tact (1990). Hierop staan de tracks Hyperreal en Progen 91. Dit laatste nummer werd bewerkt tot Move any mountain, dat een hit werd in meerdere landen. Will Sinnott mocht het niet meer meemaken. Tijdens de opnames van de video op La Gomera voor Move any Mountain verdronk de basgitarist tijdens het zwemmen. In de zomer van 1991 verliet Plavka de band wegens onenigheid over haar rol. Ze zou later bij Jam & Spoon opduiken.

## Nieuwe samenstelling
Will Sinnott werd vervangen door rapper Richard West (1968), die als Mr. C bekendstaat. Als nieuwe zangeres werd Jhelisa Anderson aangesteld. In de nieuwe samenstelling werd het album Boss drum opgenomen. Daarop werken ze samen met Terence McKenna en Steve Hillage. Op het album staan de hits Love, Sex, Intelligence en Ebeneezer Goode. Met deze laatste single kwam de band in opspraak. Ze werd verweten aan drugspromotie te doen. Dit vanwege de tekst Eezergoode, eezergoode. He's Ebeneezer Goode. Het Eezergoode werd door de media ook wel verstaan als E's are good, waarbij E staat voor xtc. Dit werd aanvankelijk door de band ontkend. Al gaf Mr C in een interview in 2002 ruiterlijk toe dat het wel degelijk over drugs gaat. Het nummer wordt mede door de commotie een nummer 1 hit. 
In 1995 keerde de groep terug met het dubbelalbum Axis mutatis. Het album bevatte een tweede schijf met ambientmuziek. Hiermee speelde de band in op de populariteit van deze muziek. Als zangeres werd Victoria Wilson-James toegevoegd, die eerder voor Soul II Soul actief was. Het uitgave van Axis mutatis ging gelijk op met de lancering van een internetsite. The Shamen was een van de eerste Britse bands die dit opkomende medium omarmde en zette deze op een vooruitstrevende manier in. Ze richtten een site in die Nemeton genoemd werd. Op de site werden geregeld live uitzendingen en interviews uitgezonden.

## Uiteenvallen
In 1996 brachten ze het volledig instrumentale trancealbum Hempton manor uit. Het album was speciaal gemaakt om onder het contract met One Little Indian af te komen en werd in 7 dagen opgenomen. De eerste letters van de titels van de tracks op het album vormen samen Fuck Birket. Het verwijst naar labelmanager Derek Birket, die vond dat de groep te experimenteel bezig was. In 1998 brachten ze het album UV uit in eigen beheer. Hierop keerden ze terug naar de traditionele sound maar werd ook geflirt met de dan populaire UK garage. Zo is er een samenwerking met 187 Lockdown en met Technical Itch op aanwezig. Maar dit album was allesbehalve succesvol. In 1999 viel The Shamen geruisloos uiteen.
Mr. C bleef actief als dj, producer en clubeigenaar. Zo bestierde hij met Layo Paskin van Layo & Bushwacka! van 1995 tot 2009 de Londense nachtclub The End. In 2002 bracht hij zijn debuutalbum Change uit.